# Sairocarpus watsonii
Sairocarpus watsonii là một loài thực vật có hoa trong họ Mã đề. Loài này được (Vasey & Rose) D.A. Sutton miêu tả khoa học đầu tiên năm 1988.